# CSU
CSU, Christlich-Soziale Union in Bayern, er et tysk konservativt politisk parti, der udelukkende opererer i delstaten Bayern. 
Partiet blev grundlagt i 1946 som efterfølger til Bayerische Volkspartei, der blev opløst i 1933. CSU har siden sammen med det landsdækkende søsterparti CDU udgjort den såkaldte unionsfraktion i Forbundsdagen. Af historiske årsager er CSU fortsat som selvstændigt parti, og CDU findes således slet ikke i Bayern. Samarbejdet mellem de to er dog ikke uden problemer, og CSU's politik er i flere henseender mere konservativ og social end CDU's. I delstaten Bayern har CSU regeret uafbrudt siden 1957, oftest med absolut flertal. Ved delstatsvalget i 2003 fik CSU 60,7% af stemmerne. 
Formand er siden 2019 Markus Söder, der siden 2018 har også været ministerpræsident i Bayern.

## Formænd
- 1945–1949 Josef Müller
- 1949–1955 Hans Ehard
- 1955–1961 Hanns Seidel
- 1961–1988 Franz Josef Strauß
- 1988–1999 Theo Waigel
- 1999–2007 Edmund Stoiber
- 2007–2008 Erwin Huber
- 2008–2019 Horst Seehofer
- siden 2019 Markus Söder